# كماتشي (قهستان)
كماتشي (بالفارسية: کماچی) هي مستوطنة تقع في إيران في قسم قهستان الريفي. يقدر عدد سكانها بـ 89 نسمة بحسب إحصاء 2016.